# Канага
Канага (англ. Kanaga Island, алеут. Канага) — один из Андреяновских островов, которые являются частью Алеутских островов. В административном отношении входит в состав штата Аляска, США. Остров не имеет постоянного населения.

## География
Составляет около 50 км в длину и от 6,5 до 13 км в ширину; имеет площадь в 369 км², что делает его 42-м по величине островом США. Самым заметным элементом рельефа является гора Канага (1307 м) — вулкан, который в последний раз извергался в 1995 году.

## История
Краткое описание острова имеется у Г.И. Шелихова в его «Путешествии г. Шелехова с 1783 по 1790 год из Охотска по Восточному Океану к Американским берегам...»:

Канага лежит в Западной стороне от Аяги и имеет в окружности 200 верст. На сем острове есть высокая огнедышущая гора, около которой жители собирают летом серу. У подошвы сей горы находятся горячие ключи, в коих жители варят себе пищу. В прочем же остров сей не имеет никаких текущих вод, и число жителей простирается только до 200 человек.

В 1867 году территория перешла в состав Северо-Американских Соединённых Штатов в результате сделки с Российской империей. Ныне входит в состав штата Аляска, образованного с 1959 года.